# Exilisia subfusca
Exilisia subfusca is een vlinder uit de familie spinneruilen (Erebidae), onderfamilie beervlinders (Arctiinae). De wetenschappelijke naam van de soort is voor het eerst geldig gepubliceerd in 1912 door Fryer.
Deze nachtvlinder komt voor in tropisch Afrika.